# 外毒素A

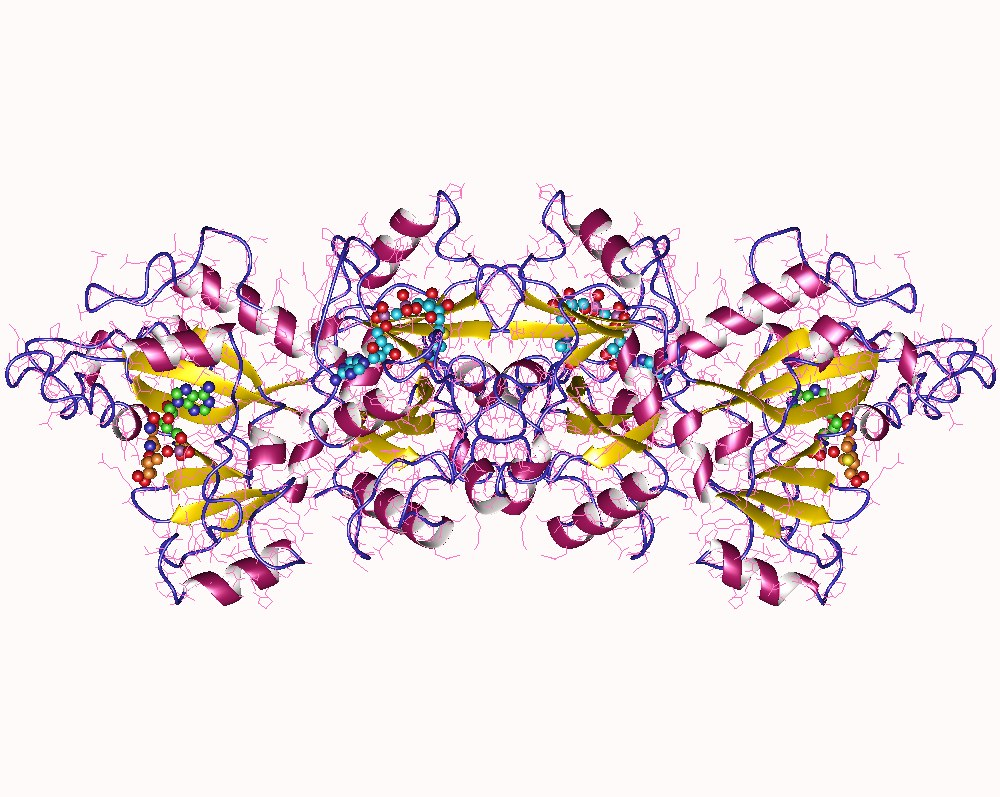
外毒素A二聚體，铜绿假单胞菌

外毒素A（英語：exotoxin A）也稱绿脓杆菌外毒素、假单胞菌外毒素（Pseudomonas exotoxin），是由綠膿桿菌（学名：铜绿假单胞菌，Pseudomonas aeruginosa）产生的外毒素。它的功能是将NAD+上的二磷酸腺苷核糖（ADP-ribose）转移到目标蛋白质上，这一过程称为ADP-核糖基化修饰。它的致病机制是通过将真核延伸因子2（EF2）的白喉酰胺残基ADP-核糖基化来抑制EF2，从而导致多肽的延长停止（毒素的机制类似于白喉毒素）。目前该现象已被用于乙肝和癌症的治疗研究。